# Quicena
Quicena (nom espagnol, Quizena en aragonais) est une commune au nord de la communauté d'Aragon en Espagne. Elle appartient à la province de Huesca et plus précisément à la comarque de la Hoya de Huesca.

## Géographie

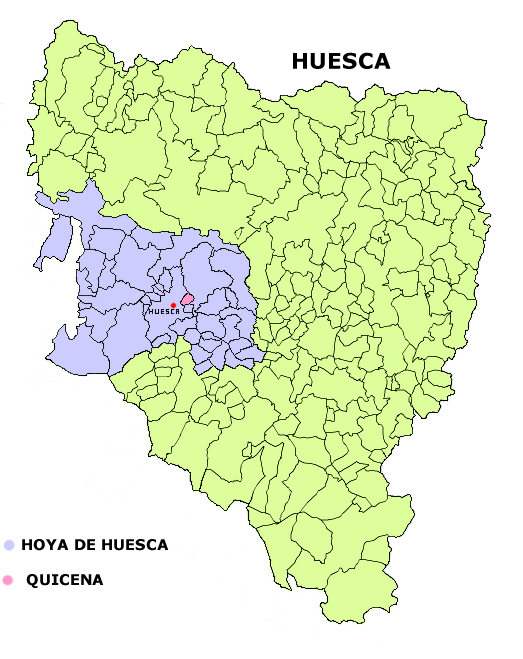
Localisation de Quicena.

Commune située sur la rivière Flumen.

## Démographie
Sa population en 2008 est de 306 habitants.

## Lieux et monuments

### Monuments religieux

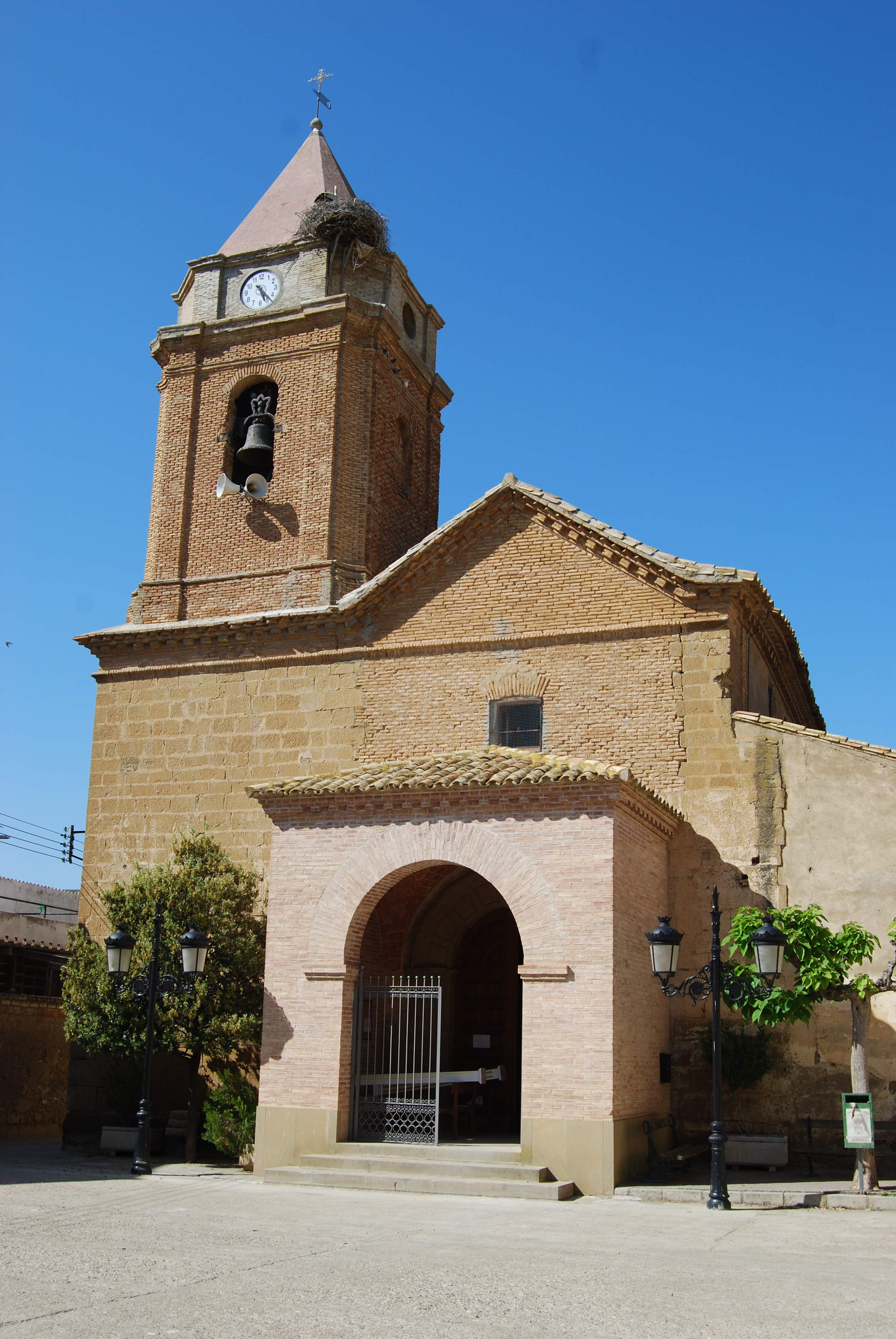
Église de La Asunción.

- L'église paroissiale de La Asunción est du XVIIIe siècle.

- Ermitage de San Pedro.

### Monuments civils
- Restes d'un pont au-dessus de la rivière Flumen.
- Le château de Montearagón a été fondé par Sanche Ier d'Aragon à la fin du XIe siècle pour faciliter le siège de Huesca. Le château est devenu un monastère très riche après la prise de Huesca. Le château est aujourd'hui en ruines après l'incendie survenu au XIXe siècle. Le retable de Gil Morlanes est exposé au Musée Diocésain de Huesca.